# Radimovice (Liberec)
Radimovice é uma comuna checa localizada na região de Liberec, distrito de Liberec‎.